# Park Chang-sun
Park Chang-sun ((박창선?, 朴昌善?); Suwon, 2 febbraio 1954) è un ex calciatore e allenatore di calcio sudcoreano.
Ha partecipato al Campionato mondiale di calcio 1986.

## Statistiche

### Cronologia presenze e reti in Nazionale
| Cronologia completa delle presenze e delle reti in nazionale ― Corea del Sud | Cronologia completa delle presenze e delle reti in nazionale ― Corea del Sud | Cronologia completa delle presenze e delle reti in nazionale ― Corea del Sud | Cronologia completa delle presenze e delle reti in nazionale ― Corea del Sud | Cronologia completa delle presenze e delle reti in nazionale ― Corea del Sud | Cronologia completa delle presenze e delle reti in nazionale ― Corea del Sud | Cronologia completa delle presenze e delle reti in nazionale ― Corea del Sud | Cronologia completa delle presenze e delle reti in nazionale ― Corea del Sud |
| Data                                                                         | Città                                                                        | In casa                                                                      | Risultato                                                                    | Ospiti                                                                       | Competizione                                                                 | Reti                                                                         | Note                                                                         |
| ---------------------------------------------------------------------------- | ---------------------------------------------------------------------------- | ---------------------------------------------------------------------------- | ---------------------------------------------------------------------------- | ---------------------------------------------------------------------------- | ---------------------------------------------------------------------------- | ---------------------------------------------------------------------------- | ---------------------------------------------------------------------------- |
| 8-9-1979                                                                     | Seul                                                                         | Corea del Sud                                                                | 8 – 0                                                                        | Sudan                                                                        | 1979 President's Cup                                                         | -                                                                            | 45’                                                                          |
| 14-9-1979                                                                    | Cheongju                                                                     | Corea del Sud                                                                | 5 – 1                                                                        | Bahrein                                                                      | 1979 President's Cup                                                         | -                                                                            | 45’                                                                          |
| 16-9-1979                                                                    | Incheon                                                                      | Corea del Sud                                                                | 9 – 0                                                                        | Bangladesh                                                                   | 1979 President's Cup                                                         | 1                                                                            | 45’                                                                          |
| 4-10-1984                                                                    | Seul                                                                         | Corea del Sud                                                                | 5 – 0                                                                        | Camerun                                                                      | Amichevole                                                                   | 1                                                                            |                                                                              |
| 10-10-1984                                                                   | Calcutta                                                                     | Corea del Sud                                                                | 6 – 0                                                                        | Yemen del Nord                                                               | Qual. Coppa d'Asia 1984                                                      | -                                                                            |                                                                              |
| 16-10-1984                                                                   | Calcutta                                                                     | Corea del Sud                                                                | 0 – 0                                                                        | Malaysia                                                                     | Qual. Coppa d'Asia 1984                                                      | -                                                                            |                                                                              |
| 19-10-1984                                                                   | Calcutta                                                                     | India                                                                        | 0 – 1                                                                        | Corea del Sud                                                                | Qual. Coppa d'Asia 1984                                                      | 1                                                                            |                                                                              |
| 2-12-1984                                                                    | Singapore                                                                    | Arabia Saudita                                                               | 1 – 1                                                                        | Corea del Sud                                                                | Coppa d'Asia 1984 - 1º turno                                                 | -                                                                            |                                                                              |
| 5-12-1984                                                                    | Singapore                                                                    | Corea del Sud                                                                | 0 – 0                                                                        | Kuwait                                                                       | Coppa d'Asia 1984 - 1º turno                                                 | -                                                                            | 45’                                                                          |
| 7-12-1984                                                                    | Singapore                                                                    | Siria                                                                        | 1 – 0                                                                        | Corea del Sud                                                                | Coppa d'Asia 1984 - 1º turno                                                 | -                                                                            |                                                                              |
| 10-12-1984                                                                   | Singapore                                                                    | Qatar                                                                        | 0 – 1                                                                        | Corea del Sud                                                                | Coppa d'Asia 1984 - 1º turno                                                 | -                                                                            |                                                                              |
| 6-4-1985                                                                     | Seul                                                                         | Corea del Sud                                                                | 4 – 0                                                                        | Nepal                                                                        | Qual. Mondiali 1986                                                          | -                                                                            |                                                                              |
| 19-5-1985                                                                    | Seul                                                                         | Corea del Sud                                                                | 2 – 0                                                                        | Malaysia                                                                     | Qual. Mondiali 1986                                                          | 1                                                                            |                                                                              |
| 6-6-1985                                                                     | Daejeon                                                                      | Corea del Sud                                                                | 3 – 2                                                                        | Thailandia                                                                   | 1985 President's Cup                                                         | 1                                                                            |                                                                              |
| 8-6-1985                                                                     | Gwangju                                                                      | Corea del Sud                                                                | 3 – 0                                                                        | Bahrein                                                                      | 1985 President's Cup                                                         | -                                                                            |                                                                              |
| 15-6-1985                                                                    | Seul                                                                         | Corea del Sud                                                                | 2 – 0                                                                        | Iraq                                                                         | 1985 President's Cup                                                         | -                                                                            |                                                                              |
| 21-7-1985                                                                    | Seul                                                                         | Corea del Sud                                                                | 2 – 0                                                                        | Indonesia                                                                    | Qual. Mondiali 1986                                                          | -                                                                            |                                                                              |
| 30-7-1985                                                                    | Giacarta                                                                     | Indonesia                                                                    | 1 – 4                                                                        | Corea del Sud                                                                | Qual. Mondiali 1986                                                          | -                                                                            |                                                                              |
| 26-10-1985                                                                   | Tokyo                                                                        | Giappone                                                                     | 1 – 2                                                                        | Corea del Sud                                                                | Qual. Mondiali 1986                                                          | -                                                                            |                                                                              |
| 3-11-1985                                                                    | Seul                                                                         | Corea del Sud                                                                | 1 – 0                                                                        | Giappone                                                                     | Qual. Mondiali 1986                                                          | -                                                                            |                                                                              |
| 3-12-1985                                                                    | Los Angeles                                                                  | Messico                                                                      | 2 – 1                                                                        | Corea del Sud                                                                | Amichevole                                                                   | -                                                                            | 46’                                                                          |
| 8-12-1985                                                                    | Irapuato                                                                     | Ungheria                                                                     | 1 – 0                                                                        | Corea del Sud                                                                | Messico Tournament                                                           | -                                                                            |                                                                              |
| 11-12-1985                                                                   | Guadalajara                                                                  | Messico                                                                      | 2 – 1                                                                        | Corea del Sud                                                                | Messico Tournament                                                           | -                                                                            | 79’                                                                          |
| 13-12-1985                                                                   | Ciudad Nezahualcóyotl                                                        | Corea del Sud                                                                | 2 – 0                                                                        | Algeria                                                                      | Messico Tournament                                                           | -                                                                            | 46’                                                                          |
| 9-2-1986                                                                     | Hong Kong                                                                    | Hong Kong                                                                    | 0 – 2                                                                        | Corea del Sud                                                                | Hong Kong Tournament                                                         | -                                                                            |                                                                              |
| 16-2-1986                                                                    | Hong Kong                                                                    | Corea del Sud                                                                | 1 – 3                                                                        | Paraguay                                                                     | Hong Kong Tournament                                                         | -                                                                            |                                                                              |
| 2-6-1986                                                                     | Città del Messico                                                            | Argentina                                                                    | 3 – 1                                                                        | Corea del Sud                                                                | Mondiali 1986 - 1º Turno                                                     | 1                                                                            | 50’                                                                          |
| 5-6-1986                                                                     | Città del Messico                                                            | Corea del Sud                                                                | 1 – 1                                                                        | Bulgaria                                                                     | Mondiali 1986 - 1º Turno                                                     | -                                                                            |                                                                              |
| 10-6-1986                                                                    | Puebla                                                                       | Corea del Sud                                                                | 2 – 3                                                                        | Italia                                                                       | Mondiali 1986 - 1º Turno                                                     | -                                                                            |                                                                              |
| 20-9-1986                                                                    | Pusan                                                                        | Corea del Sud                                                                | 3 – 0                                                                        | India                                                                        | Giochi asiatici 1986                                                         | 1                                                                            |                                                                              |
| 24-9-1986                                                                    | Pusan                                                                        | Corea del Sud                                                                | 0 – 0                                                                        | Bahrein                                                                      | Giochi asiatici 1986                                                         | -                                                                            |                                                                              |
| 28-9-1986                                                                    | Pusan                                                                        | Cina                                                                         | 2 – 4                                                                        | Corea del Sud                                                                | Giochi asiatici 1986                                                         | 1                                                                            |                                                                              |
| 1-10-1986                                                                    | Pusan                                                                        | Corea del Sud                                                                | 1 – 1 dts (5-4 dtr)                                                          | Iran                                                                         | Giochi asiatici 1986                                                         | 1                                                                            |                                                                              |
| 3-10-1986                                                                    | Seul                                                                         | Indonesia                                                                    | 0 – 4                                                                        | Corea del Sud                                                                | Giochi asiatici 1986                                                         | -                                                                            | 43’                                                                          |
| 5-10-1986                                                                    | Seul                                                                         | Corea del Sud                                                                | 2 – 0                                                                        | Arabia Saudita                                                               | Giochi asiatici 1986                                                         | -                                                                            |                                                                              |
| Totale                                                                       |                                                                              | Presenze                                                                     | 35                                                                           |                                                                              | Reti                                                                         | 9                                                                            |                                                                              |

## Palmarès

### Giocatore

#### Club
- Campionato sudcoreano: 2

Hallelujah: 1983
Daewoo Royals: 1984
- AFC Champions League: 1

Daewoo Royals: 1986
- Coppa dei Campioni afro-asiatica: 1

Daewoo Royals: 1986

#### Nazionale
- Giochi asiatici: 1

1986